# Aleksandr Sokurov
Aleksandr Nikolaevič Sokurov (in russo Алекса́ндр Никола́евич Соку́ров?; Podorvicha, 14 giugno 1951) è un regista russo.

## Biografia
L'autore trascorre l'infanzia in Polonia e Turkmenistan al seguito del padre, militare. Nel 1974 si laurea in Storia e Filosofia all'Università di Gor'kij, e dopo aver lavorato come documentarista per la televisione si diploma alla prestigiosa scuola nazionale di cinema di Mosca VGIK nel 1979. In quegli anni diviene amico di Andrej Tarkovskij, che lo difese quando fu osteggiato dalle autorità per le sue scelte stilistiche. Da alcuni è considerato suo erede, appellativo da lui comunque rifiutato.
Tra le sue prime opere figurano numerosi documentari, tra i quali un'intervista ad Aleksandr Solženicyn. Madre e figlio (1997) è il suo primo film ad essere acclamato internazionalmente. Sua immagine speculare è il più recente Padre e figlio (2003), che scandalizzò la critica a causa del suo implicito omoerotismo (anche se lo stesso Sokurov criticò questa particolare interpretazione). L'autore ha prodotto una trilogia su tre personaggi chiave della storia del XX secolo: Moloch (1999) su Hitler (Premio per la migliore sceneggiatura a Cannes), Toro (2001) su Lenin, e Il Sole (2005) sull'imperatore Hirohito. Ha manifestato l'intenzione di girare un lungometraggio sulla Divina Commedia in italiano.
Arca russa (2002) rappresenta un notevole esempio della padronanza tecnica dell'autore: girato al Museo dell'Hermitage, è un unico piano sequenza di 96 minuti, con l'utilizzo contemporaneo di 33 set e circa 4.000 persone tra attori e comparse. Nel 2003 il Torino Film Festival gli ha dedicato una retrospettiva completa, la prima in Italia sul regista russo. Nel 2006 il Reykjavík International Film Festival gli ha conferito il premio alla carriera. Nel 2009 pubblica presso Bompiani la sua raccolta di scritti Nel centro dell'oceano. Ha vinto il Leone d'oro a Venezia 2011 con il film Faust, che chiuse la tetralogia sul potere iniziata con Moloch. I suoi film sono stati premiati da vari festival, tra cui Berlino, Cannes, Mosca, Toronto e Locarno (Pardo d'onore 2006).

## Filmografia
- La voce solitaria dell'uomo (Odinokij golos čeloveka) (1978, diffuso nel 1987 per problemi di censura)
- The Degraded (Razžalovannyj) (1980) cortometraggio
- Dolorosa indifferenza (Skorbnoe besčuvstvie) (1983, diffuso nel 1987 per problemi di censura)
- Impero (Ampir) (1987) cortometraggio
- I giorni dell'eclisse (Dni zatmenija) (1988)
- Salva e custodisci (Spasi i sochrani) (1989)
- Il secondo cerchio (Krug vtoroj) (1990)
- Pietra (Kamen) (1992)
- Pagine sommesse (Tichie stranicy) (1994)
- Madre e figlio (Mat' i syn) (1997)
- Moloch (Moloch) (1999)
- Toro (Telec) (2001)
- Arca russa (Russkij kovčeg) (2002)
- Padre e figlio (Otec i syn) (2003)
- Il Sole (Solnce) (2005)
- Alexandra (Aleksandra) (2007)
- Faust (2011)
- Francofonia (2015)
- Fairytale - Una fiaba (Skazka) (2022)

### Elegie
- Elegia (Elegija) (1986) 30'
- Elegia moscovita (Moskovskaja elegija) (1988) 86'
- Elegia di San Pietroburgo (Peterburgskaja elegija) (1990) 40'
- Elegia sovietica (Sovetskaja elegija) (1990) 30'
- Elegia semplice (Prostaja elegija) (1990) 20'
- Elegia dalla Russia... studi per un sogno (Elegija iz Rossii) (1992) 68'
- Elegia orientale (Vostočnaja elegija) (1996) 43'
- Elegia di un viaggio o Elegia del viaggio o Elegia della traversata (Elegija dorogi) (2001) 48'
- Elegia della vita - Rostropovič, Višnevskaja (Elegija žizni. Rostropovič. Višnevskaja.) (2006) 101'

### Documentari
- Sonata for Viola. Dmitri Shostakovitch (Altovaja sonata. Dmitrij Šostakovič) (1981), co-regia di Semën Aranovič, 80'
- And Nothing More (I ničego bol'še) (1987) 70'
- Evening Sacrifice (Žertva večernjaja) (1987) 20'
- Patience Labour (1987)
- Maria (Marija) (1988) 40'
- Sonata for Hitler (Sonata dlja Gitlera) (1989) 11'
- To The Events In Transcaucasia (K sobytija v Zakavkaz'e) (1990) 10'
- A Retrospection of Leningrad (1957-1990) (Leningradskaja retrospektiva (1957-1990)) (1990) 788'
- An Example of Intonation (1991)
- Soldier's Dream (Soldatskij son) (1995) 12'
- Spiritual Voices (Duchovnye golosa) (1995) 328'
- Hubert Robert. Una vita felice (Robert Sčastlivaja žizn') (1996) 26'
- Una vita umile (Smirennaja žizn') (1997) 75'
- Diario di San Pietroburgo: L'inaugurazione del monumento a Dostoevskij (Peterburgskij dnevnik: Otkrytie pamjatnika Dostoevskomu) (1997) 45'
- Diario di San Pietroburgo: L'appartamento di Kozincev (Peterburgskij dnevnik: Kvartira Kozinceva) (1998) 45'
- Confession (Povinnost) (1998) 260'
- The Dialogues with Solzhenitsyn (Uzel) (1998) 91'
- Dolce (2000) 61'
- Diario di San Pietroburgo: Mozart. Requiem (Peterburgskij dnevnik: Mozart. Rekviem) (2004) 70'
- Leggendo il libro dell'assedio (Citaem blokadnuju knigu) (2009) 96'

## Premi e riconoscimenti
- 1997: Artista emerito della Federazione Russa
- 2004: Artista del Popolo della Federazione Russa
- 2007: Premio Robert-Bresson
- 2011: Leone d'oro alla 68ª Mostra internazionale d'arte cinematografica di Venezia per Faust
- 2017: European Film Awards - Premio alla Carriera
- 2017: Animavì - Cinema d'Animazione e Arte Poetica, Bronzo Dorato alla Carriera